# Жак Бургер
Жак Бургер (енгл. Jacques Burger; 29. јул 1983) професионални је рагбиста и капитен репрезентације Намибије, који тренутно игра за енглеског премијерлигаша Сараценс. Висок 188 цм, тежак 105 кг, игра на позицији крилног у трећој линији мелеа. Од 2005. до 2007. играо је за ГВК Грикас, од 2007. до 2008. за Аурилак, од 2008. до 2010. за Блу Булсе, а онда је прешао у Сараценсе. Дебитовао је за Намибију против Замбије 2004. До сада је за репрезентацију одиграо 41 тест меч и постигао 40 поена. Одлично обара и добар је у раку, па је без сумње један од најбољих играча треће линије у Премијершипу.